# Ernst Ziller

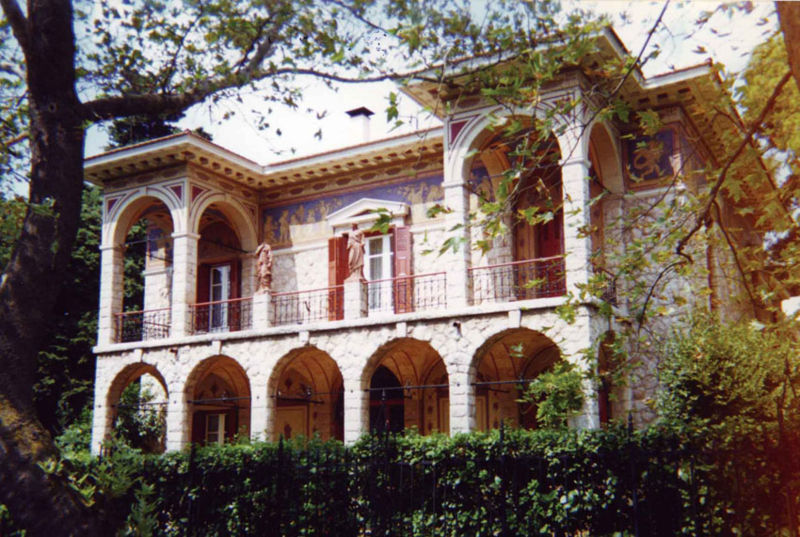
Vil·la Atlantis, (Atenes)

Ernst Moritz Theodor Ziller (22 de juny de 1837, Radebeul (Districte de Meißen) - 1923, Atenes) va ser un arquitecte saxó nacionalitzat grec que a la fi dels anys 1800 i començaments dels anys 1900 va ser el dissenyador principal dels edificis reials i municipals d'Atenes, Patres i d'altres ciutats gregues.

## Obres
- Teatre Nacional de Grècia, Atenes

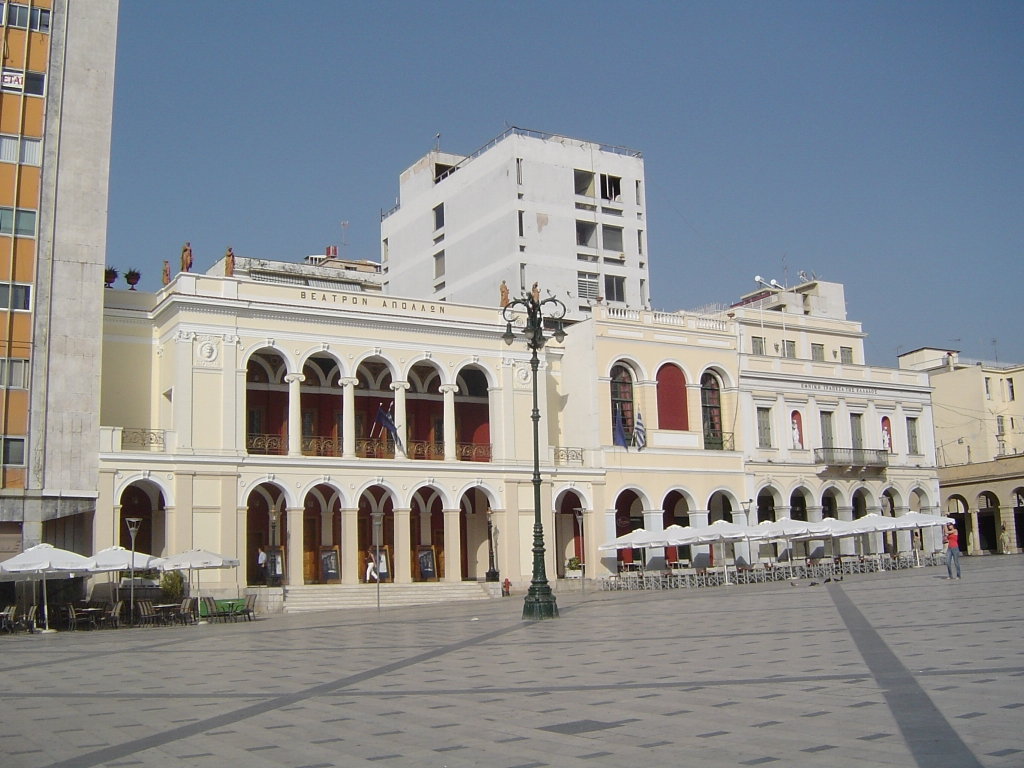
Teatre Apol·lo, Patras

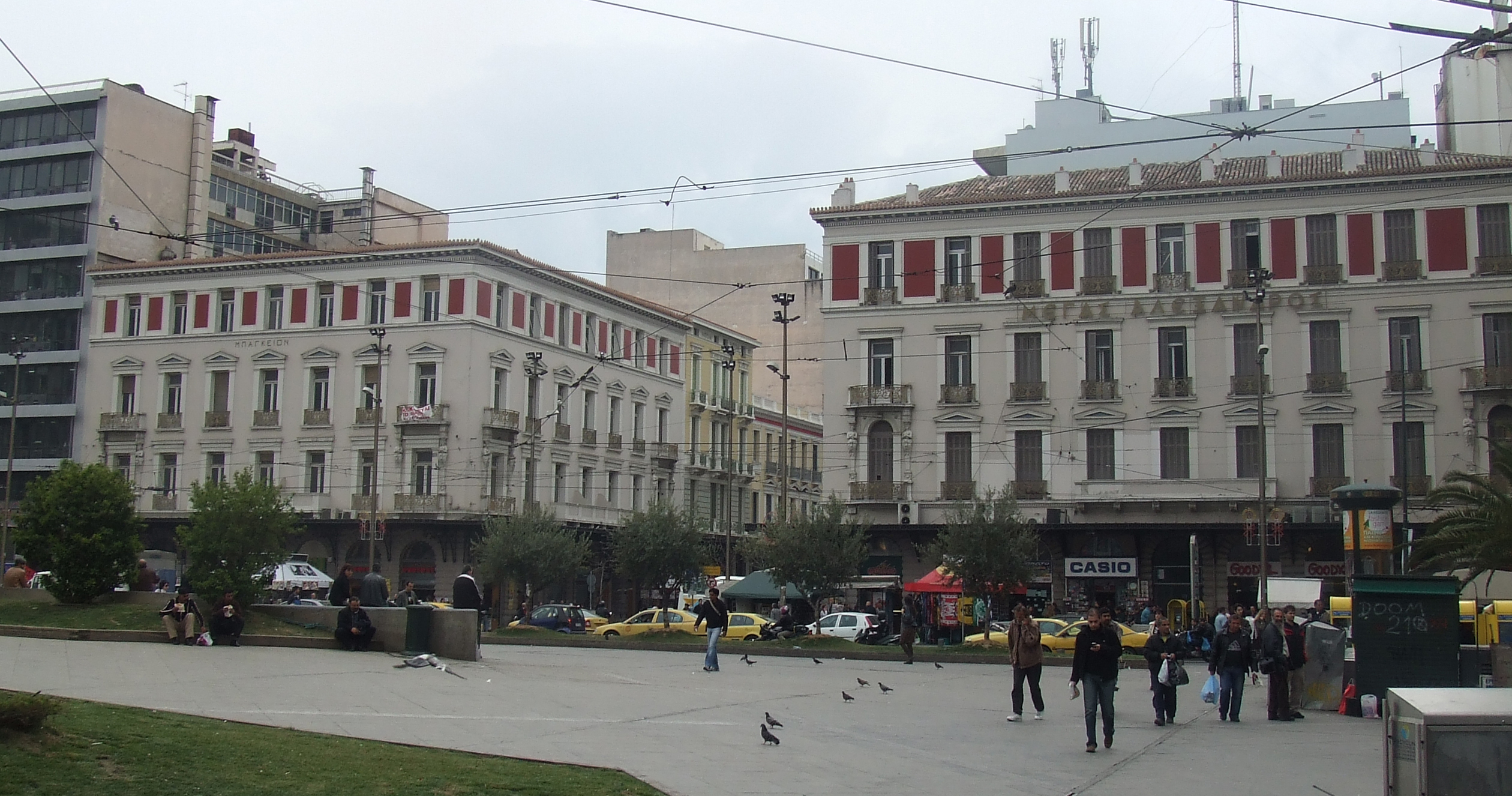
Hotel Megas Alexandros, Atenes

- Nou Palau Reial, residència presidencial, Atenes
- Mansió Stathatos, Atenes
- Teatre Apol·lo, Patras
- Museu de Numismàtica d'Atenes
- Mansió Andreas Syngros, Atenes
- Palau Reial de Tatoi, Atenes
- Palau de Melas, Atenes
- Vil·la Atlantis, Atenes
- Municipi d'Ermoúpoli, Ermoúpoli, Siros
- Hotel Megas Alexandros, Atenes
- Municipi de Latseio, Pyrgos
- Mansió Thon
- Escola de Defensa Nacional
- Església de Saint Luke, Patisia
- Química Nacional de Grècia
- Museu d'Arqueologia, Aegeion
- Església d'Eisodia, Aegeion
- Catedral de Panayia Faneromeni, Aegeion

## Supervisió arquitectònica
- Museu Arqueològic Nacional d'Atenes
- Biblioteca Nacional de Grècia
- Estadi Panathinaiko, renovació
- Acadèmia d'Atenes